# Cephalaria bigazzii
Cephalaria bigazzii är en tvåhjärtbladig växtart som beskrevs av Bacch., Brullo och Giusso. Cephalaria bigazzii ingår i släktet jätteväddar, och familjen Dipsacaceae. Inga underarter finns listade i Catalogue of Life.